# 孤味
《孤味》（英語：Little Big Women）是2020年臺灣劇情片，由知名女星徐若瑄監製。此片是新銳導演許承傑的第一部劇情長片，改編自其2017年的畢業製作同名短片。主演員為陳淑芳、謝盈萱、徐若瑄、孫可芳、丁寧、陳姸霏、張鈞甯主演。台灣於2020年11月6日上映，而其他國家和地區則在2021年2月5日於Netflix全球上線。

## 演員
- 陳淑芳 飾演 林秀英（老年），台南赫赫有名的餐廳老闆。
- 于子育 飾演 林秀英（青年）
- 謝盈萱 飾演 陳宛青，林秀英長女，國際舞者。（短片由張昌緬飾演）
- 徐若瑄 飾演 陳宛瑜，林秀英次女，在台北當整形醫生。（短片由林昕芸飾演）
- 孫可芳 飾演 陳宛佳，林秀英么女，接手家裡的餐廳事業。（短片由陳玉婷飾演）
- 丁寧 飾演 蔡美林（短片由方文琳飾演）
- 陳姸霏 飾演 楊奕澄（小澄），陳宛瑜之女。（短片由王真琳飾演）
- 張翰 飾演 楊政賢，陳宛瑜之丈夫，在台北當外科醫生。
- 龍劭華 飾演 陳伯昌（老年）（短片內照片為賴錦琪，聲音為龍劭華）
- 楊一展 飾演 陳伯昌（青年）
- 洪都拉斯 飾演 林秀英之么弟
- 許懷民 飾演 關鎮
- 張鈞甯 飾演 何晴眉（阿眉）
- 馬菁妍(馬成瑜) 飾演 林秀英之么弟媳

## 與同名短片差異
1. 原短片版的秀英並未成為大餐廳老闆，共有三個女兒與一個兒子，小澄是兒子的女兒；長片版則僅有三個女兒，小澄改為二女兒的女兒。
2. 原短片版中，秀英的部分孩子與蔡小姐早有接觸，長片版則僅有小女兒佳佳較常與蔡小姐接觸。
3. 主題曲《孤味》的旋律有重新編寫。

## 獎項及提名
該片入選第25屆釜山國際影展亞洲電影之窗（全球首映）、第32屆東京國際影展世界焦點單元，並為第44屆香港國際電影節開幕片以及第7屆桃園電影節閉幕片。
| 類別                 | 頒獎日期       | 獎項             | 名字           | 結果 | 參考              |
| -------------------- | -------------- | ---------------- | -------------- | ---- | ----------------- |
| 金馬獎               | 2020年11月21日 | 最佳改編劇本     | 黃怡玫、許承傑 | 提名 |                   |
| 金馬獎               | 2020年11月21日 | 最佳新導演       | 許承傑         | 提名 |                   |
| 金馬獎               | 2020年11月21日 | 最佳女主角       | 陳淑芳         | 獲獎 | [ 3 ]             |
| 金馬獎               | 2020年11月21日 | 最佳女配角       | 謝盈萱         | 提名 |                   |
| 金馬獎               | 2020年11月21日 | 最佳原創電影音樂 | 柯智豪         | 提名 |                   |
| 金馬獎               | 2020年11月21日 | 最佳原創電影歌曲 | 〈孤味〉       | 提名 |                   |
| YAHOO!搜尋人氣大獎   | 2021年1月29日  | 人氣台灣電影     | 《孤味》       | 獲獎 | [ 4 ]             |
| 台灣影評人協會       | 2021年3月26日  | 最佳影片         | 《孤味》       | 提名 | [ 5 ] [ 6 ] [ 7 ] |
| 台灣影評人協會       | 2021年3月26日  | 最佳劇本         | 黃怡玫、許承傑 | 獲獎 | [ 5 ] [ 6 ] [ 7 ] |
| 台灣影評人協會       | 2021年3月26日  | 最佳女演員       | 陳淑芳         | 獲獎 | [ 5 ] [ 6 ] [ 7 ] |
| 青年電影手冊年度盛典 | 2021年3月28日  | 年度華語十佳影片 | 《孤味》       | 獲獎 |                   |
| 青年電影手冊年度盛典 | 2021年3月28日  | 年度導演         | 許承傑         | 提名 |                   |
| 青年電影手冊年度盛典 | 2021年3月28日  | 年度編劇         | 黃怡玫、許承傑 | 提名 |                   |
| 青年電影手冊年度盛典 | 2021年3月28日  | 年度女演員       | 陳淑芳         | 提名 |                   |
| 青年電影手冊年度盛典 | 2021年3月28日  | 年度女配角       | 謝盈萱         | 獲獎 |                   |
| 青年電影手冊年度盛典 | 2021年3月28日  | 年度傑出表演獎   | 陳淑芳         | 獲獎 |                   |
| 亞洲電影大獎         | 2021年10月8日  | 最佳女主角       | 陳淑芳         | 提名 | [ 8 ]             |
| 亞洲電影大獎         | 2021年10月8日  | 最佳女配角       | 謝盈萱         | 提名 | [ 8 ]             |
| 台北電影獎           | 2021年10月9日  | 最佳電影行銷獎   | 《孤味》       | 提名 |                   |
| 台北電影獎           | 2021年10月9日  | 最佳海報獎       | 《孤味》       | 提名 |                   |
| 台北電影獎           | 2021年10月9日  | 最佳預告片獎     | 《孤味》       | 獲獎 |                   |

## 外部連結
- 孤味的Facebook專頁
- 互联网电影数据库（IMDb）上《孤味》的资料（英文）
- 開眼電影網上《孤味》的資料（繁體中文）
- Yahoo奇摩電影上《孤味》的資料（繁體中文）
- 豆瓣电影上《孤味》的資料 （简体中文）
- 台灣電影網上《孤味》的資料（繁體中文）